# Derrick Brew
Derrick Keith Brew (Houston, 28 december 1977) is een Amerikaanse sprinter, die gespecialiseerd is in de 400 m. Hij is internationaal bekend om zijn bronzen medaille op de Olympische Spelen en zijn gouden medailles op de 4 x 400 m estafette.

## Biografie
Brew studeerde in 1999 aan de Klein Forest in Houston. Daarna ging hij naar Barton CC (1998) en de Louisiana State University (2000).
Op de Olympische Spelen van 2004 in Athene won hij een bronzen medaille achter zijn landgenoten Jeremy Wariner (goud) en Otis Harris (zilver). Met de Amerikaanse 4 x 400 m estafetteploeg won hij samen met Otis Harris, Jeremy Wariner en Darold Williamson olympisch goud. Later dat jaar won hij een zilveren medaille op de wereldatletiekfinale in Monaco.
Op de Amerikaanse kampioenschappen van 2005 werd hij slechts vijfde. Ondanks deze tegenvallen prestatie werd hij toch verkozen voor de Amerikaanse estafetteploeg op de wereldkampioenschappen in Helsinki. Daar won hij op dit onderdeel met zijn teamgenoten Andrew Rock, Darold Williamson en Jeremy Wariner een gouden medaille. In 2006 was hij op de IAAF wereldbekerwedstrijd in Athene wederom succesvol op de 4 x 400 m estafette. Met zijn landgenoten Jamel Ashley, LaShawn Merritt en Darold Williamson eiste hij het goud op met slechts 3 honderdsten voorsprong op de Bahamaanse ploeg.
Zijn persoonlijk record van 44,29 s op de 400 m liep hij in 1999 als student. Een tijd die hij met 44,42 slechts op de Olympische Spelen benaderde.

## Titels
- Olympisch kampioen 4 x 400 m - 2004
- Wereldkampioen 4 x 400 m - 2001, 2005

## Persoonlijke records
Outdoor
| Onderdeel | Prestatie | Datum           | Plaats |
| --------- | --------- | --------------- | ------ |
| 200 m     | 20,38 s   | 16 mei 1999     | Athene |
| 300 m     | 32,40 s   | 8 augustus 2006 | Eugene |
| 400 m     | 44,29 s   | 16 mei 1999     | Athene |

Indoor
| Onderdeel | Prestatie | Datum         | Plaats       |
| --------- | --------- | ------------- | ------------ |
| 400 m     | 46,12 s   | 10 maart 2002 | Fayetteville |

## Palmares

### 400 m
Kampioenschappen
- 2004:  OS - 44,42 s
- 2004:  Wereldatletiekfinale - 44,97 s

Golden League-podiumplek
- 2005:  Meeting Gaz de France – 45,30 s

### 4 x 400 m
- 2001:  WK - 2.57,54
- 2001:  Goodwill Games - 3.00,52
- 2003: DSQ WK
- 2004:  OS - 2.55,91
- 2005:  WK - 2.56,91
- 2006:  Wereldbeker - 3.00,11

1912: Sheppard, Lindberg, Meredith, Reidpath ·
1920: Griffiths, Lindsay, Ainsworth-Davis, Butler ·
1924: Cochran, Helffrich, MacDonald, Stevenson ·
1928: Baird, Alderman, Spencer, Barbuti ·
1932: Fuqua, Ablowich, Warner, Carr ·
1936: Wolff, Rampling, Roberts, Brown ·
1948: Harnden, Bourland, Cochran, Whitfield ·
1952: Wint, Laing, McKenley, Rhoden ·
1956: Jenkins, Jones, Mashburn, Courtney ·
1960: Yerman, Young, G. Davis, O. Davis ·
1964: Cassell, Larrabee, Williams, Carr ·
1968: Matthews, Freeman, James, Evans ·
1972: Asati, Nyamau, Ouko, Sang ·
1976: Frazier, Brown, Newhouse, Parks ·
1980: Valiulis, Linge, Tsjernetski, Markin ·
1984: Nix, Armstead, Babers, McKay ·
1988: Everett, Lewis, Robinzine, Reynolds ·
1992: Valmon, Watts, Johnson, Lewis ·
1996: Harrison, Smith, Mills, Maybank ·
2000: Bada, Chukwu, Monye, Udo-Obong  ·
2004: Harris, Brew, Wariner, Williamson ·
2008: Merritt, Taylor, Neville, Wariner ·
2012: Brown, Pinder, Mathieu, Miller ·
2016: Hall, McQuay, Roberts, Merritt ·
2020: Cherry, Norman, Deadmon, Benjamin ·
2024: Bailey, Norwood, Deadmon, Benjamin
1983: Lovasjov, Troshchilo, Tsjernetski, Markin ·
1987: Everett, Haley, McKay, Reynolds ·
1991: Black, Redmond, Regis, Akabusi ·
1993: Valmon, Watts, Reynolds, Johnson ·
1995: Ramsey, Mills, Reynolds, Johnson ·
1997: Thomas, Black, Baulch, Richardson, Hylton ·
1999: Czubak, Maćkowiak, Bocian, Haczek ·
2001: Moncur, Brown, McIntosh, Munnings ·
2003: Djhone, Keïta, Diagana, Raquil ·
2005: Rock, Brew, Williamson, Wariner ·
2007: Merritt, Taylor, Williamson, Wariner ·
2009: Taylor, Wariner, Clement, Merritt ·
2011: Nixon, Jackson, Taylor, Merritt ·
2013: Verburg, McQuay, Hall, Merritt ·
2015: Verburg, McQuay, Nellum, Merritt ·
2017: Solomon, Richards, Cedenio, Gordon ·
2019: Kerley, Cherry, London, Benjamin ·
2022: Godwin, Norman, Deadmon, Allison ·
2023: Hall, Norwood, Robinson, Benjamin